# Karl Briul·lov
Karl Pàvlovitx Briul·lov o Brullov (en rus, Карл Па́влович Брюлло́в) (12 de desembre de 1799, Sant Petersburg – 11 de juny de 1852, Roma), anomenat Carlo Brulleau fins al 1822, va ser un pintor rus, considerat com la figura clau en la transició del neoclassicisme rus al romanticisme.

## Biografia
Va néixer a Sant Petersburg, al si d'una família d'origen francès. Malgrat que havia estudiat a l'Acadèmia Imperial de les Arts (1809-21), Briul·lov mai no va acollir completament l'estil clàssic ensenyat pels seus mentors, i promogut pel seu germà, Aleksandr Briul·lov. Després de reconèixer-se a si mateix com una figura prometedora i de finalitzar la seva educació, va deixar Rússia i va anar cap a Roma, on va treballar fins a 1835 com a retratista i pintor costumista. No obstant això, només assoleix la fama quan comença a pintar quadres històrics.

L'últim dia de Pompeia, 1833

El seu treball més conegut, L'últim dia de Pompeia (1830-1833), és una vasta composició comparada per Puixkin i Gógol amb els millors treballs de Rubens i Van Dyck. Això creà sensació a Itàlia i va establir en Briul·lov com un dels millors pintors europeus del seu temps. Després de completar el seu treball, va tornar triomfalment a la capital russa, on va fer molts amics entre l'aristocràcia i l'elit intel·lectual, i a més va obtenir un lloc d'elevat rang a l'Acadèmia Imperial de les Arts.
Mentre ensenyava a l'acadèmia (1836-48), va desenvolupar un estil de retrat que combinava proporcionalment la simplicitat neoclàssica amb una tendència romàntica, i la seva afició pel realisme era satisfeta amb un intrigant nivell de penetració psicològica. Mentre Briul·lov treballava a la cúpula de la Catedral de Sant Isaac, la seva salut es va deteriorar de forma abrupta. Seguint el consell del seu metge, es va traslladar a Madeira el 1849, i va romandre els últims tres anys de la seva vida a Itàlia. Va morir a Roma i va ser enterrat al Cimitero acattolico.

## Obres

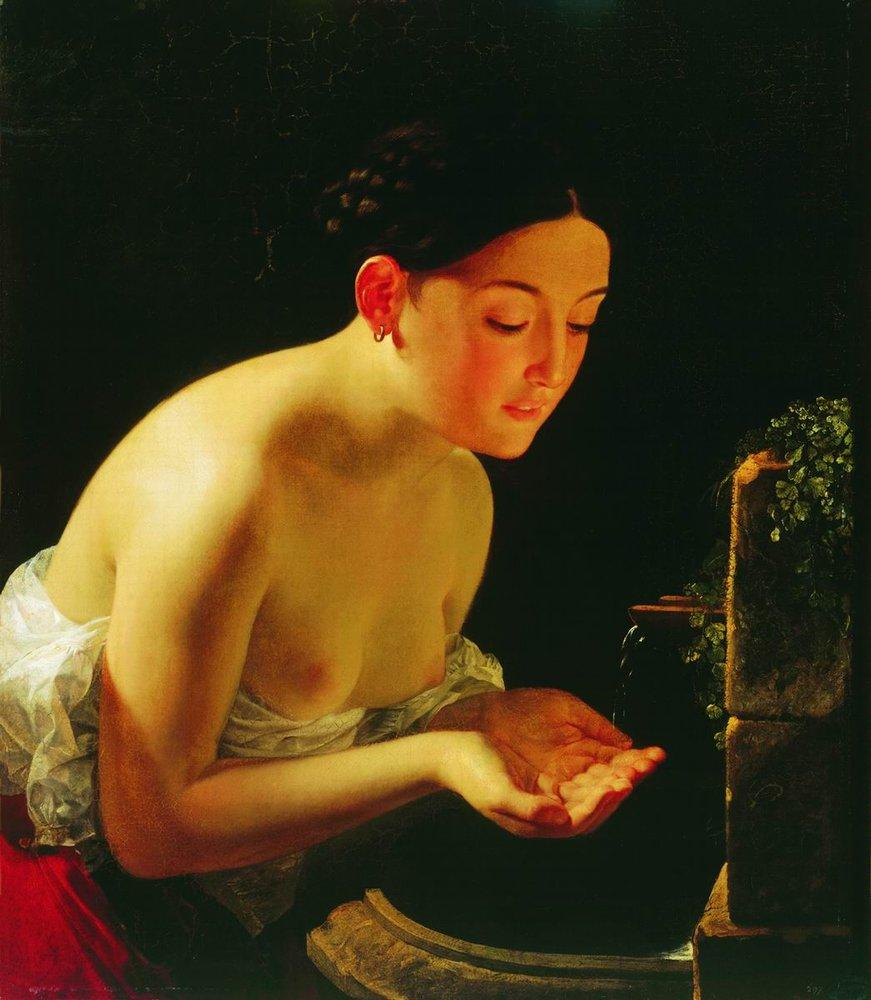
Un matí italià 1823
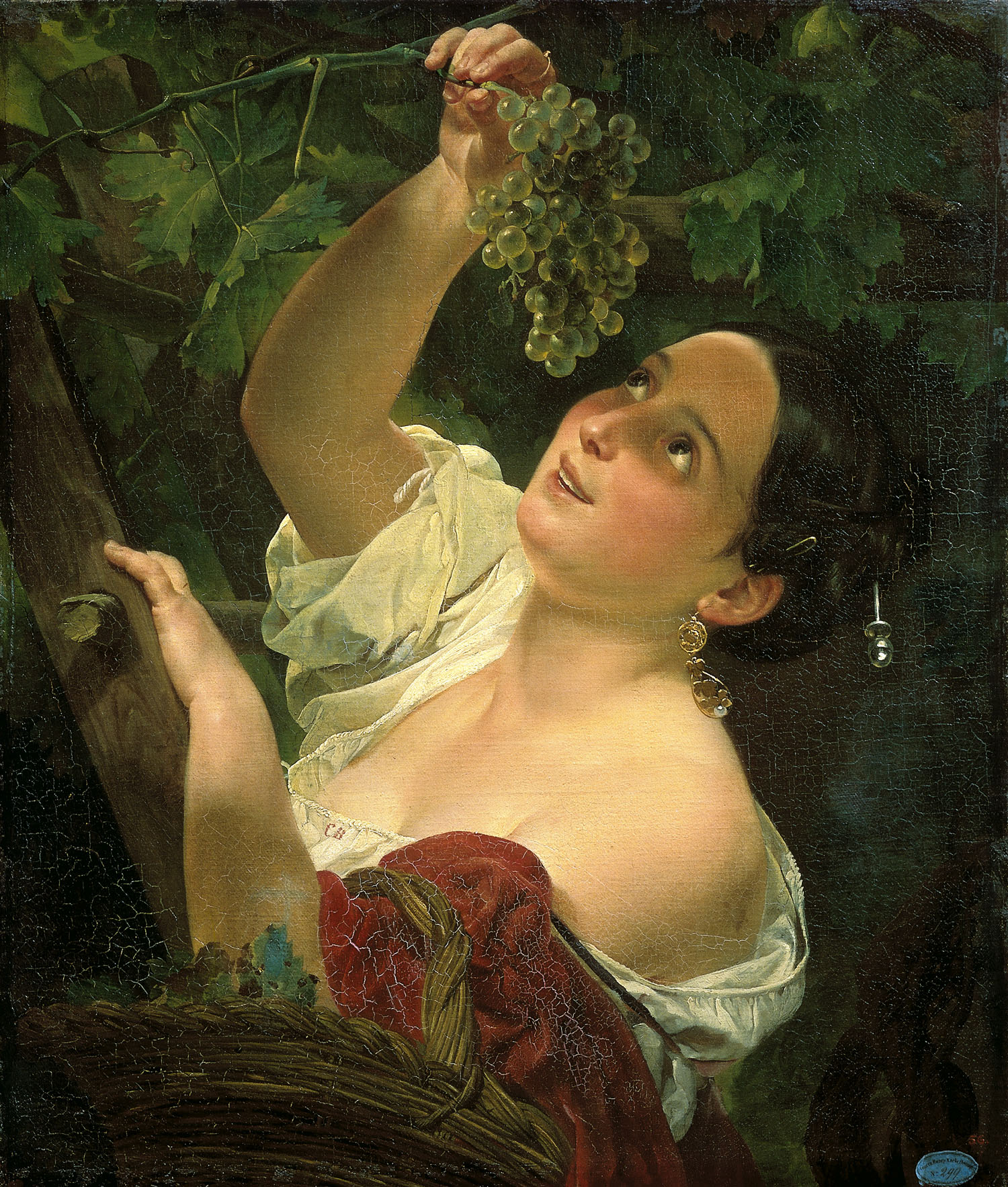
Un migdia italià 1827
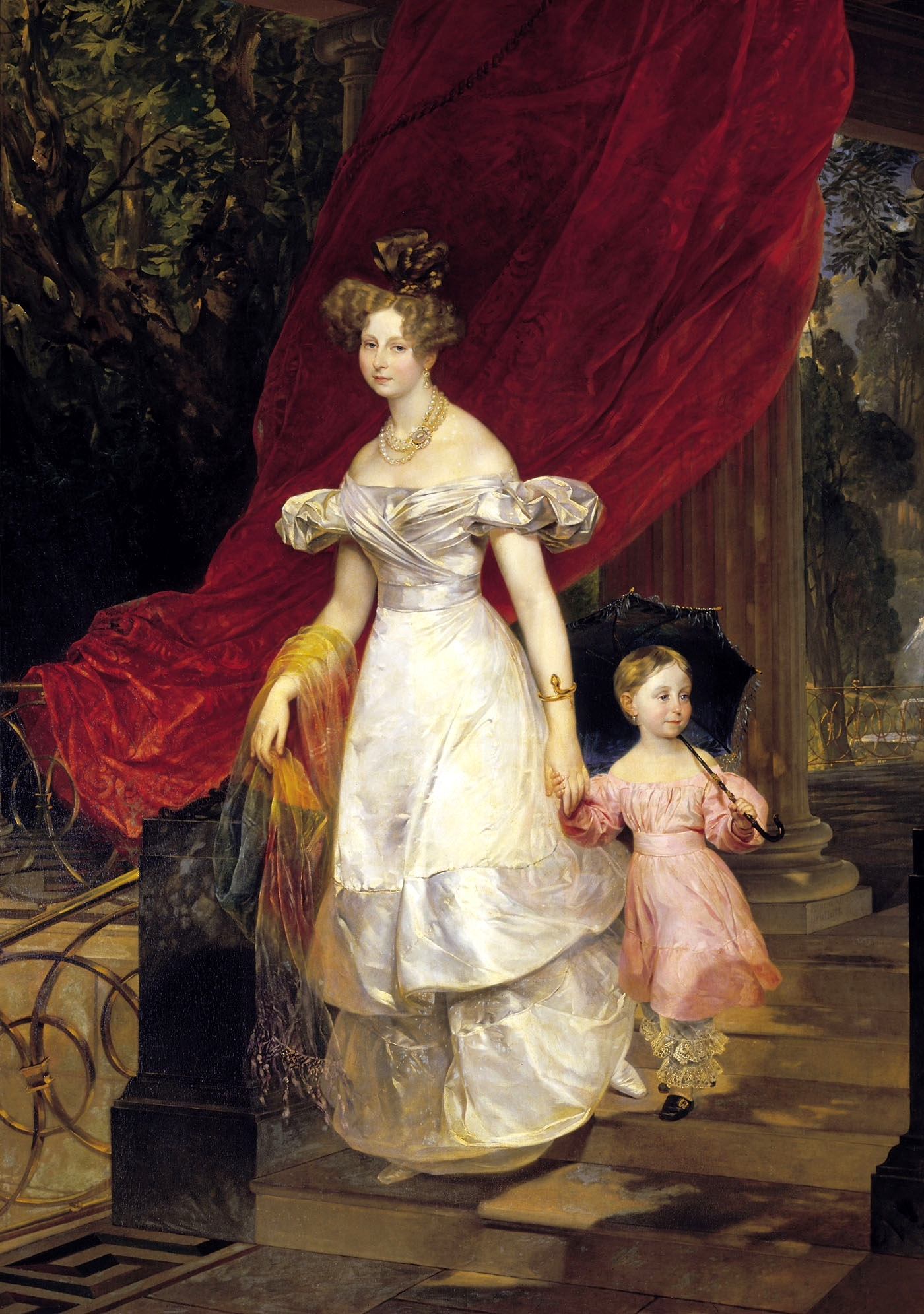
La Gran Duquessa Helena Pàvlova i la seva filla, 1830
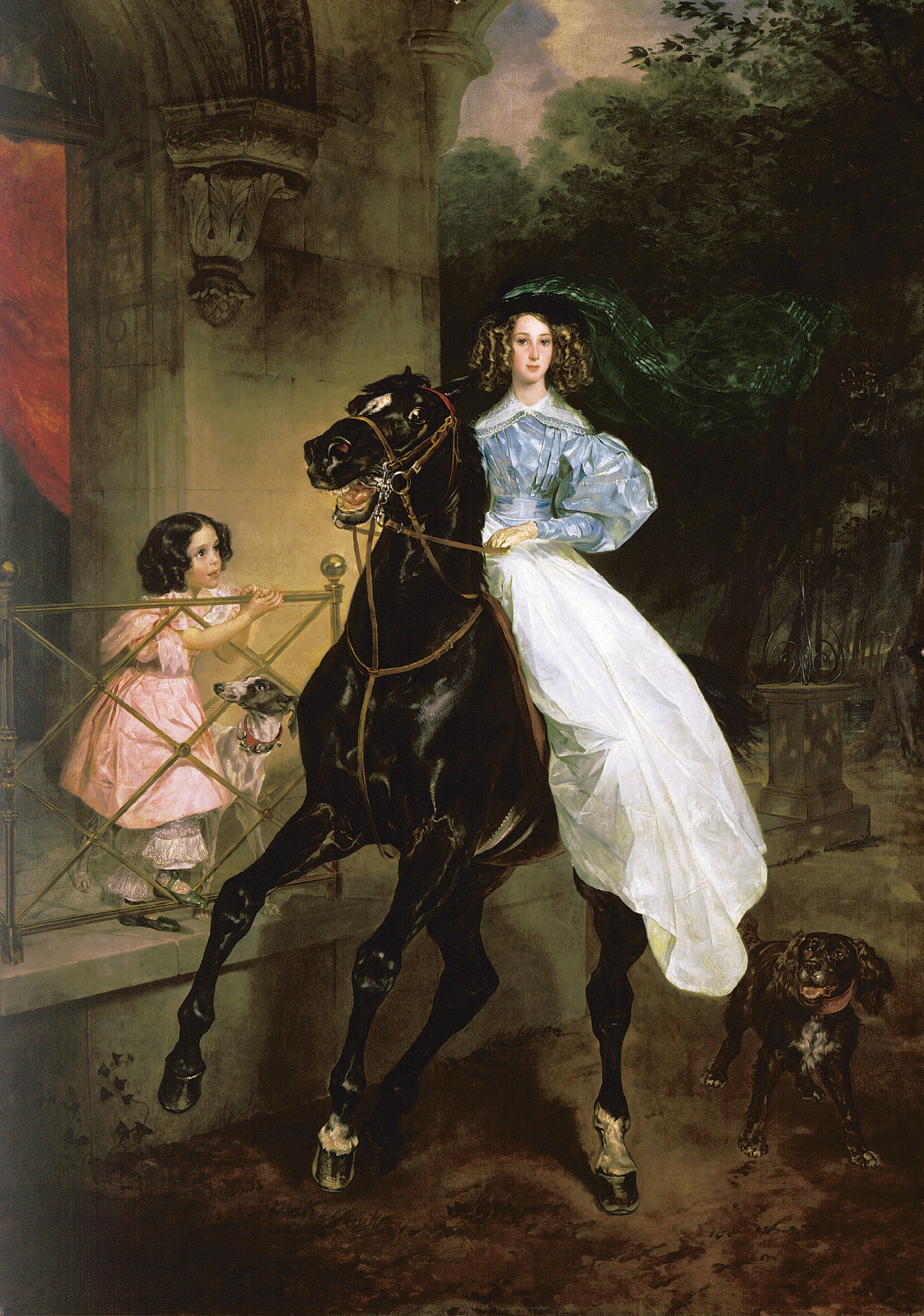
La genet 1832
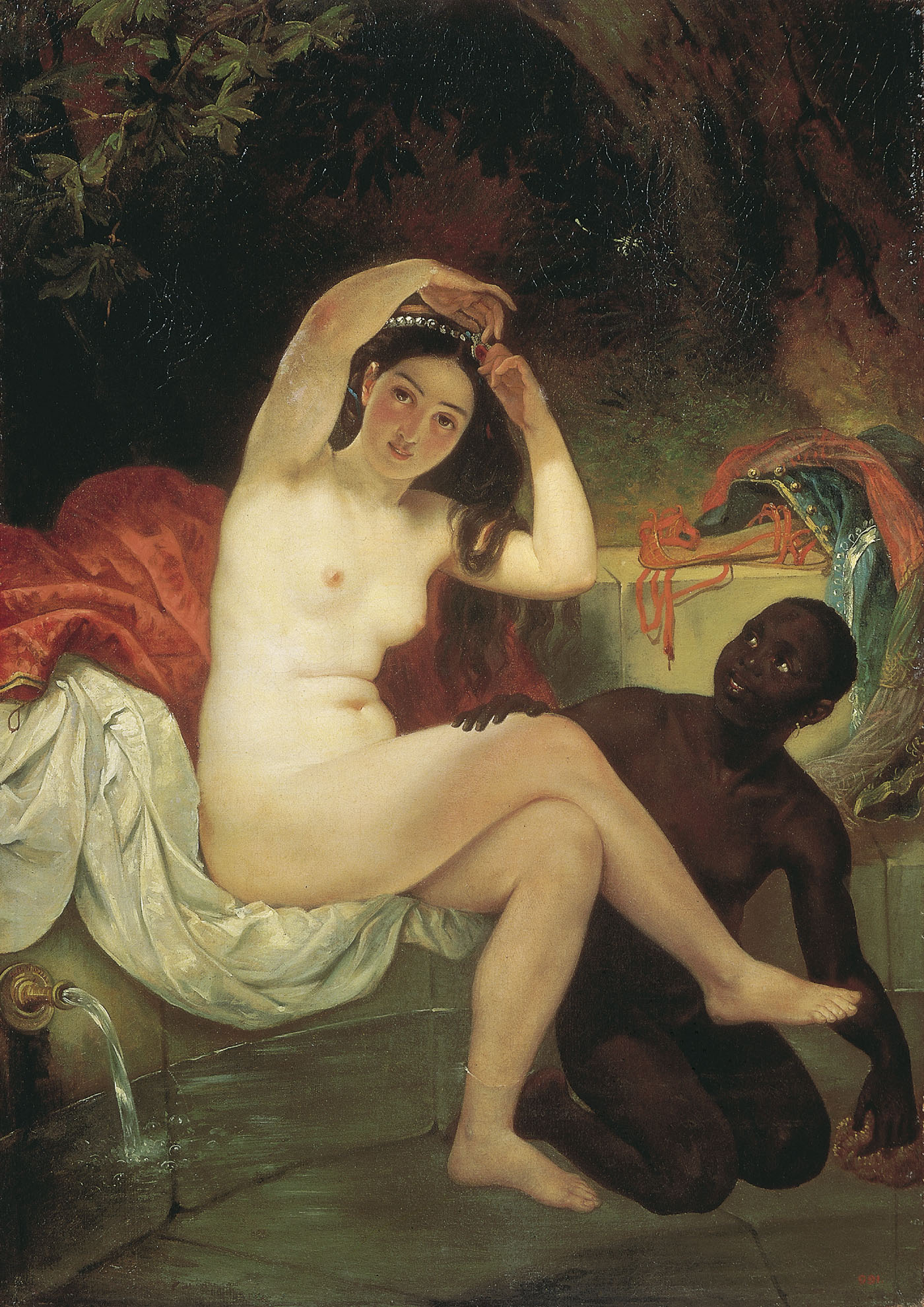
Virsavia, 1832
L'últim dia de Pompeia 1833
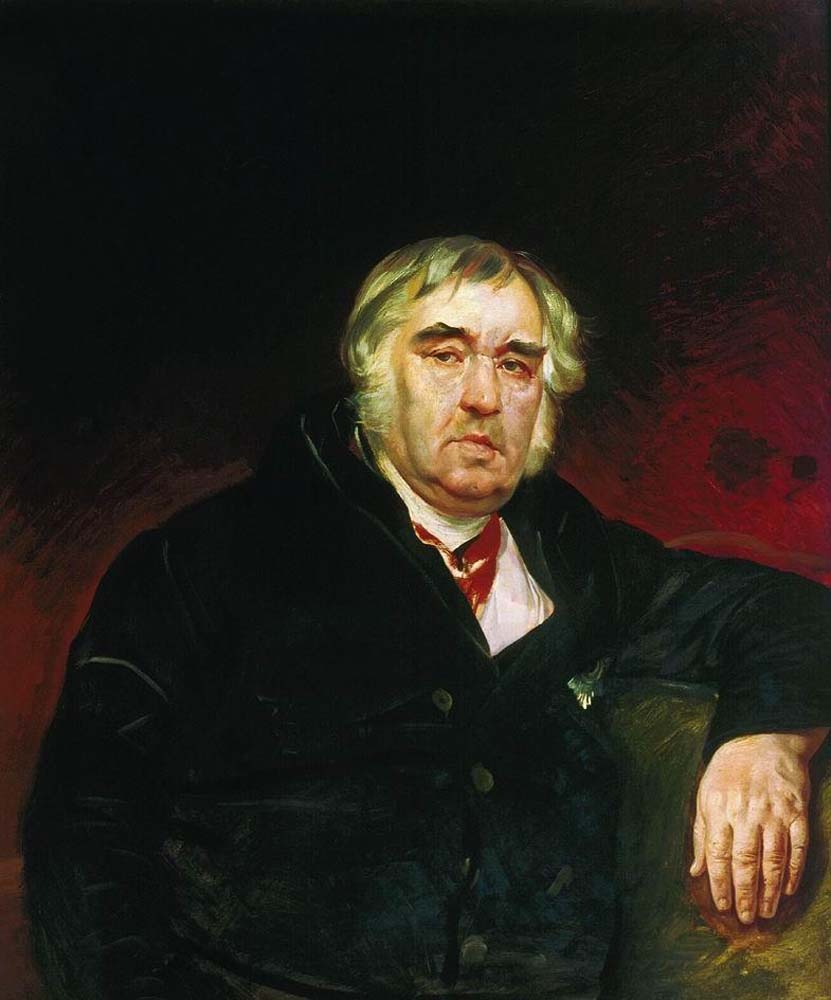
Retrat d'Ivan Krilov 1839
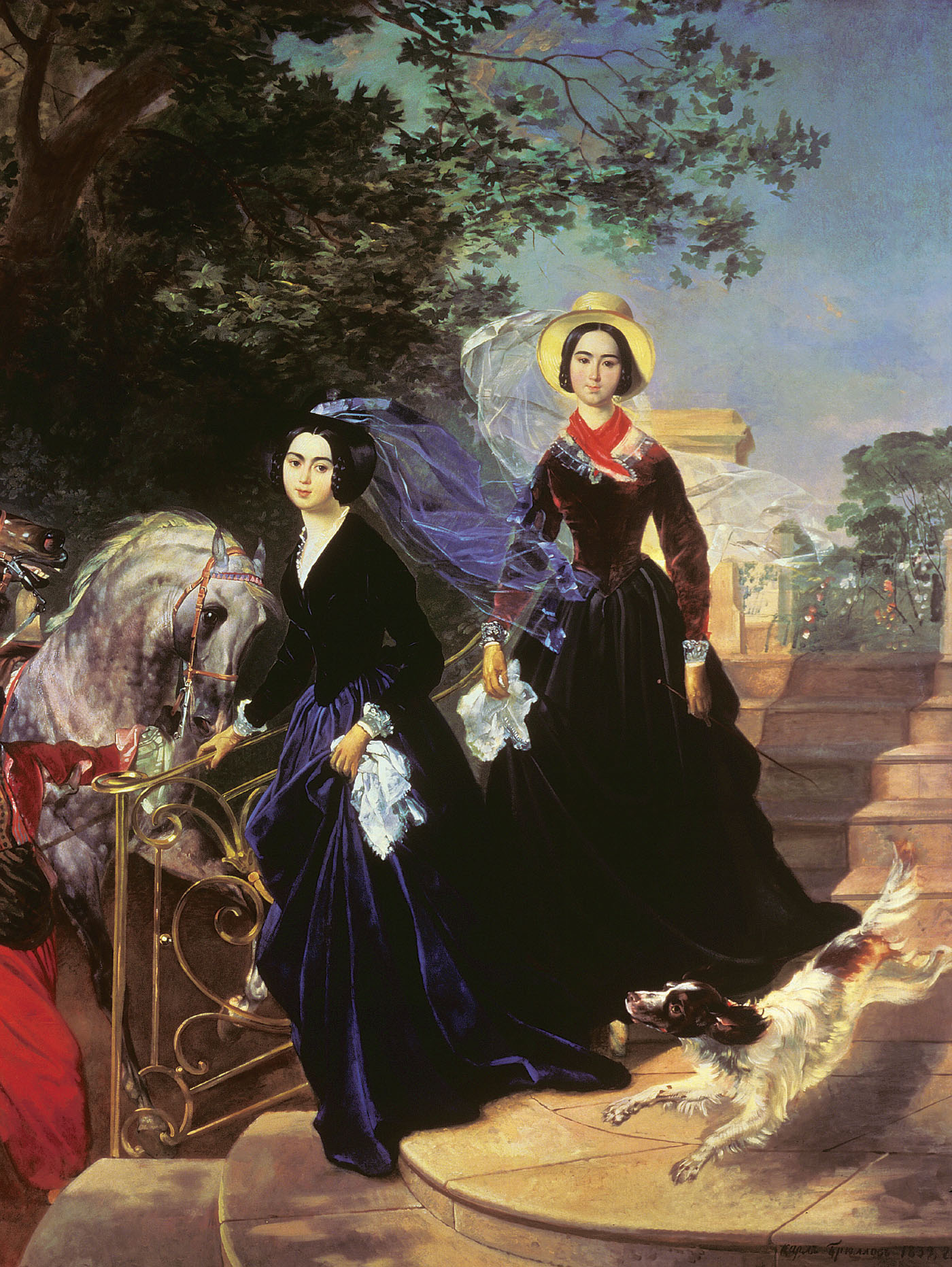
Retrat de les germanes de Xixmarevi 1839